# Combate de Bellavista (Perú)
El Combate de Bellavista tuvo lugar en el Callao, Perú, el 3 de noviembre de 1824 y enfrentó a las fuerzas del comandante realista Isidro Alaix con las independentistas del coronel Luis Urdaneta, subordinado de Simón Bolívar, resultando vencedor el primero.

## Antecedentes
En 1824 el Ejército Unido al mando de Bolívar inició la campaña definitiva contra el ejército del virrey José de la Serna, por aquel entonces el Callao se encontraba en poder de una división realista al mando de José Ramón Rodil y Campillo, la cual realizaba frecuentes incursiones en los alrededores de Lima para proveerse de suministros y hostigar a las partidas de montoneros que operaban en el lugar, desde su cuartel en Huaraz el libertador ordenó al coronel Luis Urdaneta, natural de Maracaibo y veterano de las campañas en Colombia, que conforme fueran restableciéndose los soldados enfermos que habían quedado en los hospitales formara una división con la finalidad de observar los movimientos realistas en el Callao. Urdaneta excedió estas órdenes y creyendo sorprender a una partida realista fuera de la fortaleza del Callao hizo avanzar su división con dirección al puerto atravesando Lima bajo los vítores de los partidarios de su causa.

## El combate
El cuerpo realista, formado por 100 jinetes y 500 cazadores de infantería, se encontraba comandado por el comandante Isidro Alaix, el cual había planeado atraer a Urdaneta ordenando pastar sus caballos y dispersar sus infantes en tareas de aseo, cuando la división independentista se encontraba en tránsito por el punto denominado la Legua fue cargada por la caballería realista que aunque inferior en número la puso en dispersión, mientras la infantería de Urdaneta se parapetaba tras unos tapiales tratando de impedir su destrucción mientras se tiroteaba con las compañías de cazadores realistas que finalmente lograron rechazarla y ocupar sus posiciones siendo los infantes independentistas perseguidos y sableados por el escuadrón de Alaix hasta las mismas calles de Lima teniendo durante la acción más de 150 bajas y 200 dispersos.

## Consecuencias
Cuando Bolívar tuvo conocimiento de esta derrota, ordenó la inmediata destitución del coronel Urdaneta reorganizando los cuerpos de la región y poniéndolos al mando del coronel Francisco de Vidal y del teniente coronel José Félix Aldao. Alaix por su parte fue ascendido por Rodil al rango de teniente coronel efectivo. Tras la Batalla de Ayacucho y la capitulación del virrey La Serna el Ejército Unido puso sitio al Callao, el cual conseguiría sostenerse hasta 1826.